# Кедарнатх Сінґх
Кедарнатх Сінґх (*केदारनाथ सिंह, 7 липня 1934 — 19 березня 2018) — індійський поет та письменник.

## Життєпис
Народився у с. Чакія (штат Утар-Прадеш). Закінчив Утай Пратап-коледж у Бенаресі. Після цього поступив до місцевого університету у 1956 році, який закінчив зі ступенем бакалавра. У 1964 році отримав ступінь магістра. Після цього працював вчителем у м. Горакхпур, а незабаром як професор в університеті Джавахарлала Неру в Делі. Відтоді він не залишає столиці Індії, займаючись літературною діяльністю. До середини 1980-х років стає одним з найпопулярніших індійських поетів. У 1989 році отримує почесну літературну нагороду Академії Сахіт'я за поетичну збірку «Крани при посухи».

## Творчість
Відрізняється простою, зрозумілою, народною мовою. Основна тема творчості — насолода красою життя. Нині в доробку 7 поетичних збірок. Найвідомішими є «Земля пивоваріння», «Погляд», «Тигр», «Лелека в голоді».
Також є автором численних критичних есе, статей та розвидок. Особливо цікавою є праця «Про сучасну поезію гінді».